# Premi Sur al millor actor
Els següents són els guanyadors del Premi Sur al millor actor des de la seva primera edició, en 2006. Els actors més premiats han estat Oscar Martínez (tres cops) i Ricardo Darín (dos cops), mentre que els actors més nominats han estat:
- 9 nominacions: Ricardo Darín.
- 5 nominacions: Leonardo Sbaraglia.
- 3 nominacions: Rodrigo de la Serna, Oscar Martínez, Diego Peretti.
- 2 nominacions: Julio Chávez, Guillermo Francella, Joaquín Furriel, Esteban Lamothe, Peter Lanzani, Jorge Marrale, Osmar Núñez, Adrián Suar.

## Guardonats per any

### Dècada de 2020
| 2020 15a edició | centrado |                   |                     |                 |
| 2020 15a edició | centrado | Diego Velázquez   | El maestro          | Natalio         |
| 2020 15a edició | centrado | Diego Peretti     | El robo del siglo   | Fernando Araujo |
| 2020 15a edició | centrado | Miguel Ángel Solá | Crímenes de familia | Ignacio Arrieta |
| 2020 15a edició | centrado | Ezequiel Tronconi | El encanto          | Bruno           |

### Dècada de 2010
| 2019 14a edició |                        |                      |                                     |                       |
| Gustavo Garzón  | Sueño Florianópolis    | Pedro                |                                     |                       |
| Ricardo Darín   | La odisea de los giles | Fermín Perlassi      |                                     |                       |
| Joaquín Furriel | El hijo                | Lorenzo Roy          |                                     |                       |
| Peter Lanzani   | 4x4                    | Ciro                 |                                     |                       |
| 2018 13a edició | centrado               |                      |                                     |                       |
| 2018 13a edició | centrado               | Darío Grandinetti    | Rojo                                | Claudio Morán         |
| 2018 13a edició | centrado               | Chino Darín          | El Ángel                            | Ramón Peralta         |
| 2018 13a edició | centrado               | Lautaro Delgado      | Unidad XV                           | Jorge Antonio Chibene |
| 2018 13a edició | centrado               | Miguel Ángel Solá    | El último traje                     | Abraham Bursztein     |
| 2017 12a edició | centrado               |                      |                                     |                       |
| 2017 12a edició | centrado               | Daniel Giménez Cacho | Zama                                | Don Diego de Zama     |
| 2017 12a edició | centrado               | Ricardo Darín        | La cordillera                       | Hernán Blanco         |
| 2017 12a edició | centrado               | Fernán Mirás         | El peso de la ley                   | Manfredo              |
| 2017 12a edició | centrado               | Leonardo Sbaraglia   | El otro hermano                     | Duarte                |
| 2016 11a edició | centrado               |                      |                                     |                       |
| 2016 11a edició | centrado               | Oscar Martínez       | El ciudadano ilustre                | Daniel Mantovani      |
| 2016 11a edició | centrado               | Rodrigo de la Serna  | Camino a La Paz                     | Sebastián             |
| 2016 11a edició | centrado               | Leonardo Sbaraglia   | Al final del túnel                  | Joaquín               |
| 2016 11a edició | centrado               | Marcelo Subiotto     | La luz incidente                    | Ernesto               |
| 2015 10a edició | centrado               |                      |                                     |                       |
| 2015 10a edició | centrado               | Joaquín Furriel      | El patrón: radiografía de un crimen | Hermógenes Saldívar   |
| 2015 10a edició | centrado               | Guillermo Francella  | El Clan                             | Arquímedes Puccio     |
| 2015 10a edició | centrado               | Esteban Lamothe      | Abzurdah                            | Alejo                 |
| 2015 10a edició | centrado               | Peter Lanzani        | El clan                             | Alejandro Puccio      |
| 2014 9a edició  | centrado               |                      |                                     |                       |
| 2014 9a edició  | centrado               | Oscar Martínez       | Relatos salvajes                    | Mauricio              |
| 2014 9a edició  | centrado               | Ricardo Darín        | Relatos salvajes                    | Simón Fisher          |
| 2014 9a edició  | centrado               | Daniel Fanego        | Betibú                              | Jaime Brena           |
| 2014 9a edició  | centrado               | Leonardo Sbaraglia   | Relatos salvajes                    | Diego Iturralde       |
| 2013 8a edició  | centrado               |                      |                                     |                       |
| 2013 8a edició  | centrado               | Àlex Brendemühl      | Wakolda                             | Helmut Gregor         |
| 2013 8a edició  | centrado               | Ricardo Darín        | Tesis sobre un homicidio            | Roberto Bermúdez      |
| 2013 8a edició  | centrado               | Guillermo Francella  | Corazón de León                     | León Godoy            |
| 2013 8a edició  | centrado               | Diego Peretti        | La reconstrucción                   | Eduardo               |
| 2012 7a edició  | centrado               |                      |                                     |                       |
| 2012 7a edició  | centrado               | Ernesto Alterio      | Infancia clandestina                | Beto                  |
| 2012 7a edició  | centrado               | Ricardo Darín        | Elefante blanco                     | Julián                |
| 2012 7a edició  | centrado               | Germán de Silva      | Las acacias                         | Rubén                 |
| 2012 7a edició  | centrado               | Adrián Suar          | Dos más dos                         | Diego                 |
| 2011 6a edició  | centrado               |                      |                                     |                       |
| 2011 6a edició  | centrado               | Ricardo Darín        | Un cuento chino                     | Roberto               |
| 2011 6a edició  | centrado               | Pablo Cedrón         | Aballay, el hombre sin miedo        | Aballay               |
| 2011 6a edició  | centrado               | Rodrigo de la Serna  | Revolución: El cruce de los Andes   | José de San Martín    |
| 2011 6a edició  | centrado               | Esteban Lamothe      | El estudiante                       | Roque Espinosa        |
| 2011 6a edició  | centrado               | Osmar Núñez          | Juan y Eva                          | Juan Domingo Perón    |
| 2010 5a edició  | centrado               |                      |                                     |                       |
| 2010 5a edició  | centrado               | Daniel Aráoz         | El hombre de al lado                | Víctor                |
| 2010 5a edició  | centrado               | Ricardo Darín        | Carancho                            | Sosa                  |
| 2010 5a edició  | centrado               | Osmar Núñez          | La mirada invisible                 | Sr. Biasutto          |
| 2010 5a edició  | centrado               | Leonardo Sbaraglia   | Sin retorno                         | Federico              |

### Dècada de 2000
| 2009 4a edició | centrado |                       |                            |                    |
| 2009 4a edició | centrado | Ricardo Darín         | El secreto de sus ojos     | Benjamín Espósito  |
| 2009 4a edició | centrado | Arturo Goetz          | El asaltante               | Asaltante          |
| 2009 4a edició | centrado | Diego Peretti         | Música en espera           | Ezequiel Font      |
| 2009 4a edició | centrado | Leonardo Sbaraglia    | Las viudas de los jueves   | Ronnie             |
| 2008 3a edició | centrado |                       |                            |                    |
| 2008 3a edició | centrado | Oscar Martínez        | El nido vacío              | Leonardo           |
| 2008 3a edició | centrado | Jorge Marrale         | Motivos para no enamorarse | Teo                |
| 2008 3a edició | centrado | Hernán Piquín         | Aniceto                    | Aniceto            |
| 2008 3a edició | centrado | Adrián Suar           | Un novio para mi mujer     | Diego Polski       |
| 2007 2a edició | centrado |                       |                            |                    |
| 2007 2a edició | centrado | Julio Chávez          | El otro                    | Juan Desouza       |
| 2007 2a edició | centrado | Ricardo Darín         | La señal                   | Corvalán           |
| 2007 2a edició | centrado | Diego Peretti         | ¿Quién dice que es fácil?  | Aldo               |
| 2007 2a edició | centrado | Carlos Portaluppi     | Una novia errante          | Germán             |
| 2007 2a edició | centrado | Alejandro Urdapilleta | La antena                  | Sr. TV             |
| 2006 1a edició | centrado |                       |                            |                    |
| 2006 1a edició | centrado | Jorge Marrale         | Las manos                  | Mario Pantaleo     |
| 2006 1a edició | centrado | Julio Chávez          | El custodio                | Rubén              |
| 2006 1a edició | centrado | Rodrigo de la Serna   | Crónica de una fuga        | Claudio Tamburrini |
| 2006 1a edició | centrado | Daniel Hendler        | Derecho de familia         | Ariel Perelman     |
| 2006 1a edició | centrado | Pepe Soriano          | A través de tus ojos       | Lito               |